# Mémoire de glace
Pour plus de détails, voir Fiche technique et Distribution.
Mémoire de glace est un téléfilm français réalisé par Pierre-Antoine Hiroz en 2006.

## Synopsis
Un village niché dans le massif du Mont-Blanc. Fraîchement muté dans la région, le lieutenant Le Kerrec reçoit un appel d'urgence : des randonneurs ont découvert un corps dans la mer de Glace. Identifiée grâce aux papiers trouvés dans sa combinaison, la victime, Bertrand Santini, est âgée de 35 ans. Mais le cadavre exhumé est celui d'un garçon de 20 ans. Il serait donc resté prisonnier des glaces durant quinze ans ! L'autopsie ayant révélé de nombreux hématomes, le médecin légiste conseille à Le Kerrec de ne pas écarter la piste criminelle... Avertis du drame, les parents du défunt, Antoine et Isabelle, s'effondrent. Ils étaient convaincus, comme leur entourage, que Bertrand était encore en vie, parti tenter sa chance en Australie...

## Fiche technique
Source : IMDb, sauf mention contraire
- Réalisateur : Pierre-Antoine Hiroz
- Scénario : Mikael Ollivier d'après son roman Noces de glace (2006)
- Producteur : Monique Bernard-Beaumet, Muriel Paradis
- Musique du film : François Bernheim
- Directeur de la photographie : Denis Jutzeler
- Montage : Ange-Marie Revel
- Création des décors : Patric Valverde
- Création des costumes : Annie Périer
- Société de production : Adrénaline et France 2
- Pays d'origine : France
- Lieu de tournage : Vallée de Chamonix
- Genre : Film dramatique
- Durée : 95 minutes
- Date de diffusion : 17 janvier 2007 sur France 2

## Distribution
- Yannis Baraban : le lieutenant Le Kerrec
- Ludmila Mikaël : Marthe Rebatet
- Natalia Dontcheva : Jeanne Rebatet
- Patrick Fierry : Charles Rebatet
- Marie Sambourg : Rebecca Rebatet
- Sylvie Granotier : Isabelle Santini
- Patrick Raynal : Antoine Santini
- Jean Vocat : Bertrand Santini
- Laurent Spielvogel : l'adjudant Orus
- Laurent Deshusses : Etienne Duval
- Pierre Boulanger : Julien Duval
- Roberto Bestazzoni : Chef Leroy
- Mariusz Drezek : Popeye
- Tomasz Gesikowski : Manu - le boulanger
- Romain Barieux : Sergent Magnier
- Gabriel Bascoulergue : joueur 2
- Virginie Bidaubayle : la boulangère
- Estelle Brattesani : femme bar
- Erik Desfosses : le médecin légiste
- Christiane Mercher : femme #2
- Pierre-Alain Morand : joueur #1
- Marion Petitjean-Dorge : femme gendarme
- Gisèle Streno : femme #1
- Robert Trocellier : la femme du bar